# Gaspare Lavaggi
Gaspare Lavaggi (Milano, 1º novembre 1840 – Livorno, 1898) è stato un attore teatrale, impresario teatrale e capocomico italiano, attivo nella seconda metà del XIX secolo. Dopo aver abbandonato le scene per una malattia cardiaca, fondò con altri soci una compagnia teatrale, dove fra gli altri recitò Antonio Allegretti.

## Biografia
Figlio del cuoco Giuseppe Lavaggi e Caterina Checchi, in giovane età lavorò presso uno studio di avvocati per poi cimentarsi nella recitazione al seguito di varie compagnie abbandonando il precedente mestiere.
Il primo ingaggio importante fu nella compagnia teatrale di Luigi Bellotti Bon come attor giovane, cosa che gli permise di lavorare, oltre che con Bellotti Bon stesso, con attori del calibro di Giacinta Pezzana, Cesare Rossi e Annetta Campi. Finita per varie vicissitudini la compagnia ne fondò una propria con Pia Marchi e Francesco Ciotti, chiamandola "Compagnia Ciotti - Lavamarchi", dalla fusione del suo cognome con quello della primadonna. 
Dopo il matrimonio con Giuseppina Boccomini dalla quale ebbe un figlio, Armando (che proseguì la carriera di attore come il padre) fondò la propria compagnia della quale fu capocomico. Al seguito di un'altra compagnia compì una tournée negli Stati Uniti durante la quale un colpo apoplettico lo costrinse al ritorno a Livorno, dove diresse le Arene Alfieri e Garibaldi. 
Morì a Livorno per un tumore facciale.
In suo onore venne coniata a Roma, in occasione del centenario di Voltaire, una moneta d'argento.